# Estación Estanislao S. Zeballos
Estanislao Severo Zeballos, o simplemente Zeballos, es una estación ubicada en la localidad homónima, en el partido de Florencio Varela, Provincia de Buenos Aires, Argentina.

## Servicios

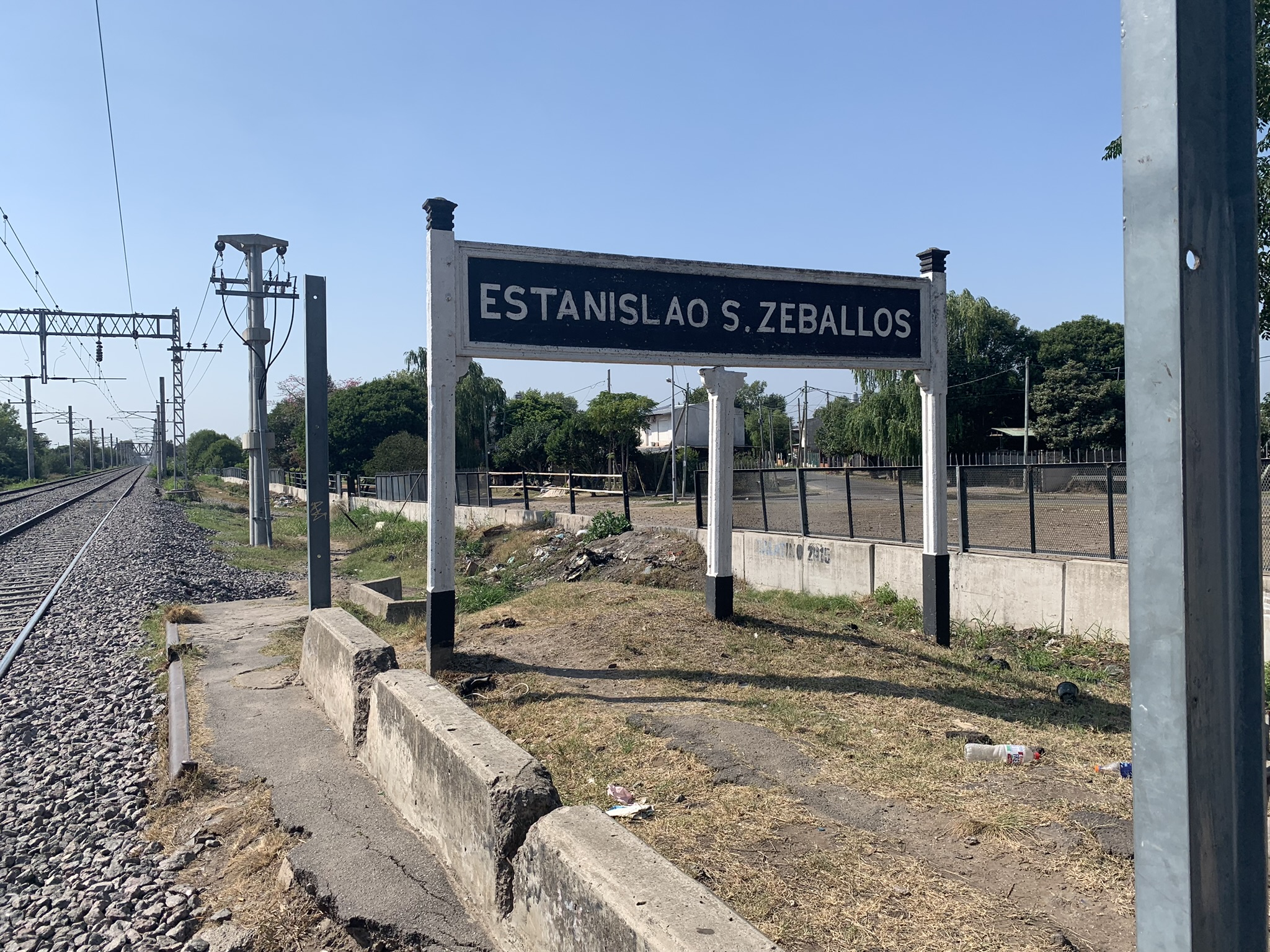
Cartel de la Estación Zeballos.

Es una estación intermedia del servicio eléctrico metropolitano de la Línea General Roca que se presta entre las estaciones Bosques y Temperley/Constitución.
Los servicios son prestados por Trenes Argentinos Operadora Ferroviaria.

## Infraestructura
Posee dos andenes elevados utilizados actualmente por formaciones eléctricas con puertas automáticas elevadas.
En sus cercanías existe un paso bajo nivel que conecta las Avenidas Guillermo Enrique Hudson e Ituzaingó, el cual logró un fácil acceso entre ambas arterias y suprimió el tiempo de espera de los conductores y peatones. A pesar de esto, el mismo se construyó extendiendo los plazos innecesariamente, y al final sus medidas fueron mal calculadas, con lo cual no es posible el paso de colectivos o camiones, sólo de automóviles.

## Diagrama
| Plataforma Norte | |
| Vía 1            | Trenes a Bosques provenientes de Constitución vía Temperley (próxima Bosques) Trenes directos a Bosques provenientes de Constitución (próxima Bosques)                   |
| Vía 2            | Trenes a Constitución provenientes de Bosques vía Temperley (próxima Florencio Varela) Trenes directos a Constitución provenientes de Bosques (próxima Florencio Varela) |
| Plataforma Sur   | |